# Teihivenator

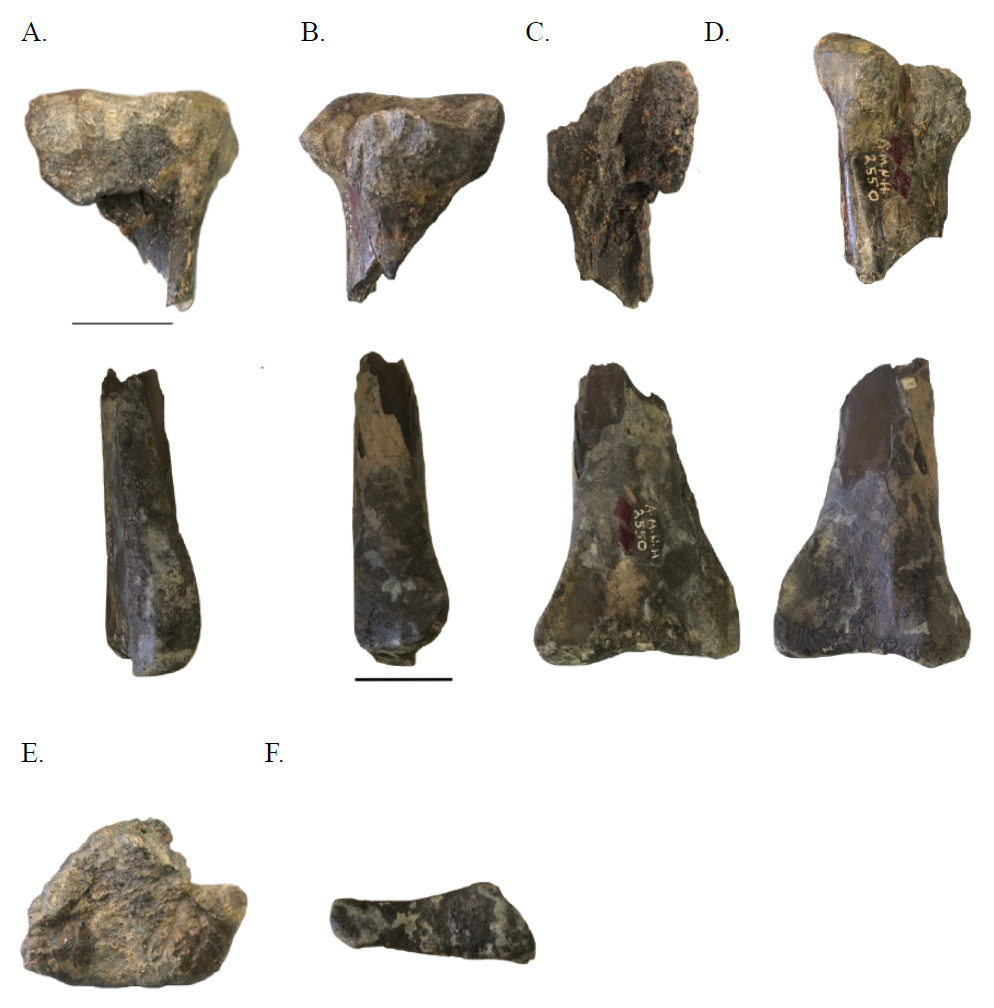
AMNH 2550

Teihivenator macropus is een naam gegeven aan een chimaera van materiaal van Tyrannosauroidea en Ornithomimidae, opgegraven uit het Boven-Krijt van Noord-Amerika.

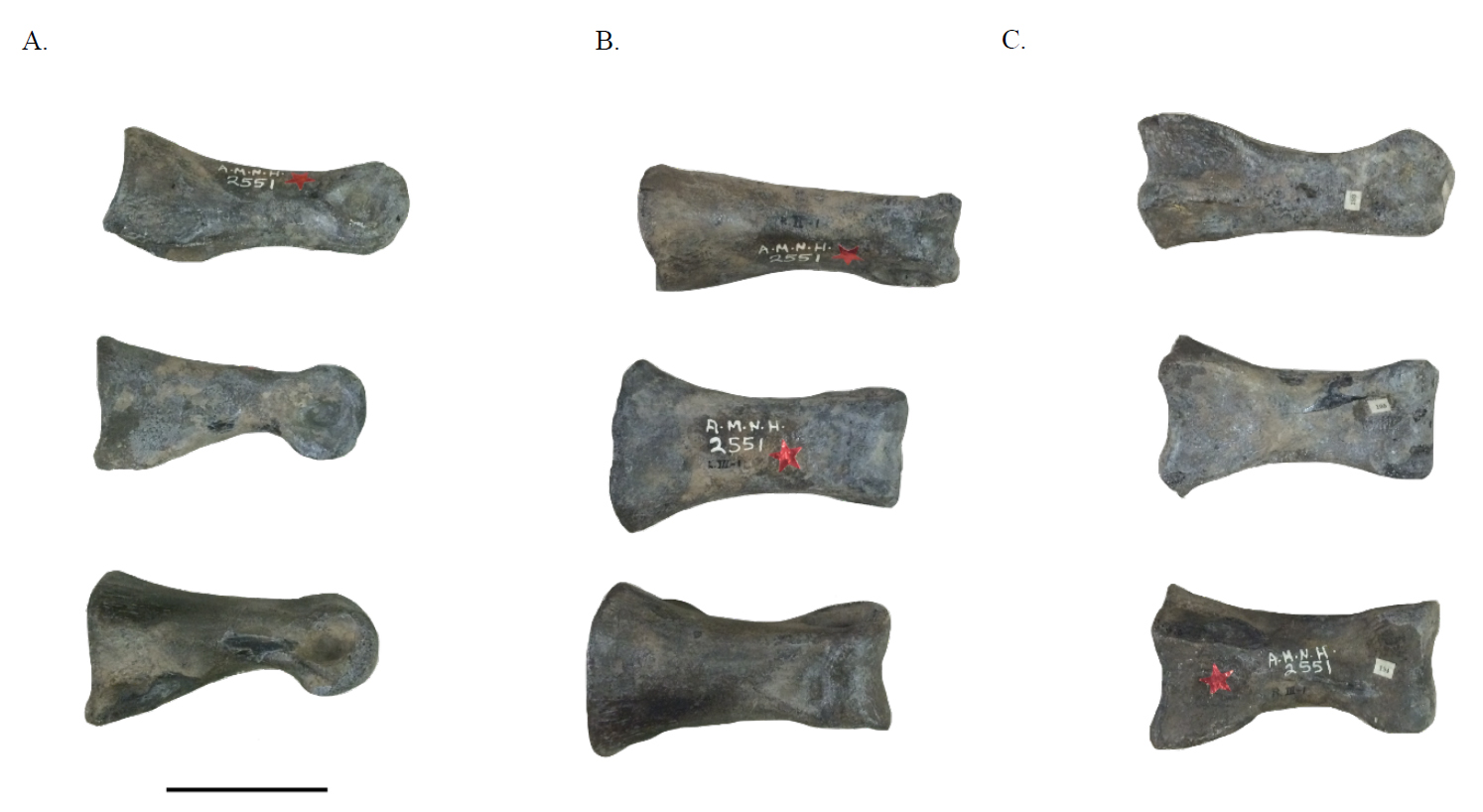
AMNH 2551

In het midden van de negentiende eeuw vond de geoloog George Cook in een mergelgroeve bij Marlboro, bij de Big Brook in Monmouth County te New Jersey een aantal fossielen van theropoden. Deze deed hij toekomen aan de natuurvorser Joseph Leidy die ze in 1865 beschreef en de herkomst aangaf als de Navesinkformatie. Volgens hem waren verschillende elementen van de achterste ledematen van één dier afkomstig. In 1870 benoemde Edward Drinker Cope deze botten als een nieuwe soort van Laelaps, Laelaps macropus, de "grootvoet". Omdat de naam Laelaps al bezet was door de mijt Laelaps agilis Koch 1836, werd de soort in 1902 door Oliver Perry Hay hernoemd in een Dryptosaurus macropus. Meestal werd dit gezien als een jonger synoniem van Dryptosaurus aquilunguis.
In 2009 stelde Michael Mortimer in zijn Theropod Database na persoonlijke inspectie van de fossielen dat het toch om een apart taxon zou gaan waarvan hij ook diagnostische kenmerken aangaf. In 2017 nam de Koreaanse student Yun Changyu deze gegevens over en benoemde, zonder persoonlijke inspectie van de fossielen waarover hij te horen had gekregen dat ze kwijt waren, het geslacht Teihivenator. De geslachtsnaam combineert een Arpaho teihi, "sterk", met een Latijn venator, "jager". Hij publiceerde echter in een elektronisch tijdschrift zonder daarin Life Science Identifiers aan te geven zodat de naam voorlopig een ongeldige nomen non rite publicatum bleef.
Onmiddellijk daarna stelde Chase Doran Brownstein, die de fossielen wél bestudeerd had, dat het bij de syntypen AMNH 2550-2553 zou gaan om botten die niet tot één individu behoorden: de bovenkant en onderkant van een scheenbeen van een vijf tot zes meter lange tyrannosauroïde (AMNH 2550), twee voetbeenderen van tyrannosauroïden of ornithomimiden (AMNH 2551-2552), en drie kootjes van een teen van een ornithomimide (AMNH 2553). Niet alleen maakt dat Teihivenator, ook na een geldige benoeming, een chimaera, Brownstein wist ook geen autapomorfieën vast te stellen zodat ook als bijvoorbeeld het scheenbeen als lectotype werd gekozen, het taxon toch slechts een nomen dubium zou zijn.
In 2018 beschreef Brownstein de botten in groter detail. Het scheenbeen AMNH 2550 zou een oorspronkelijke lengte gehad hebben van zo'n zestig centimeter. Het zou vrijwel zeker aan een basale tyrannosauroïde toebehoord hebben, gezien een verbreding van 40% naar buiten toe van het onderste enkelvlak en de aanwezigheid van een naar voren gericht uitsteeksel aan de buitenste achterste lob van het bovenvlak, maar verschillen van Dryptosaurus. Het toonde wel een unieke combinatie van eigenschappen maar Brownstein achtte de eigenheid niet voldoende om er een apart taxon op te baseren. In een kladistische analyse viel het scheenbeen uit als een "zustersoort" van Bistahieversor, maar dat zou het gevolg kunnen zijn van parallelle evolutie.